# (9993) Kumamoto
(9993) Kumamoto est un astéroïde de la ceinture principale.

## Description
(9993) Kumamoto est un astéroïde de la ceinture principale. Il fut découvert le 6 novembre 1997 à Kumamoto par Juro Kobayashi. Il présente une orbite caractérisée par un demi-grand axe de 2,54 UA, une excentricité de 0,05 et une inclinaison de 10,7° par rapport à l'écliptique.

## Compléments